# 土管

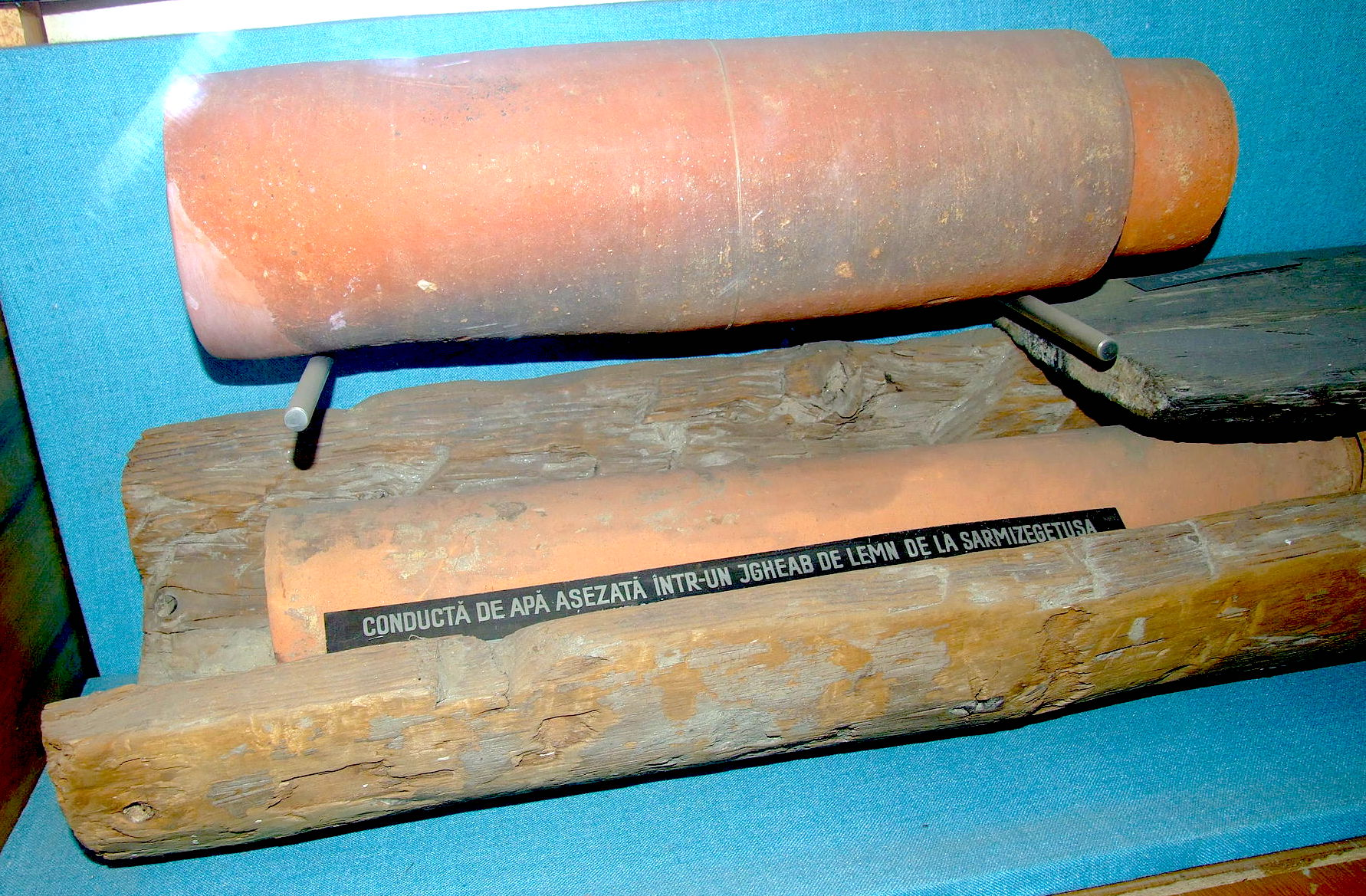
ダキアの土管。

土管（どかん）とは、粘土を焼いて作った円管のこと。一般に「土管」と称されるコンクリート製の円筒物は本来はヒューム管と呼び、土管とは区別される。工事現場で導水管として使用されるものはヒューム管がほとんどであり、土管は酸やアルカリを使用する液体を通す設備や排泄物を流す管に使われている。ただし、それらのものも現在はほとんど塩化ビニール製のものに変えられ、粘土製のものはほとんど使用されない。

## 概要
排水路や煙突 等々に用いる。

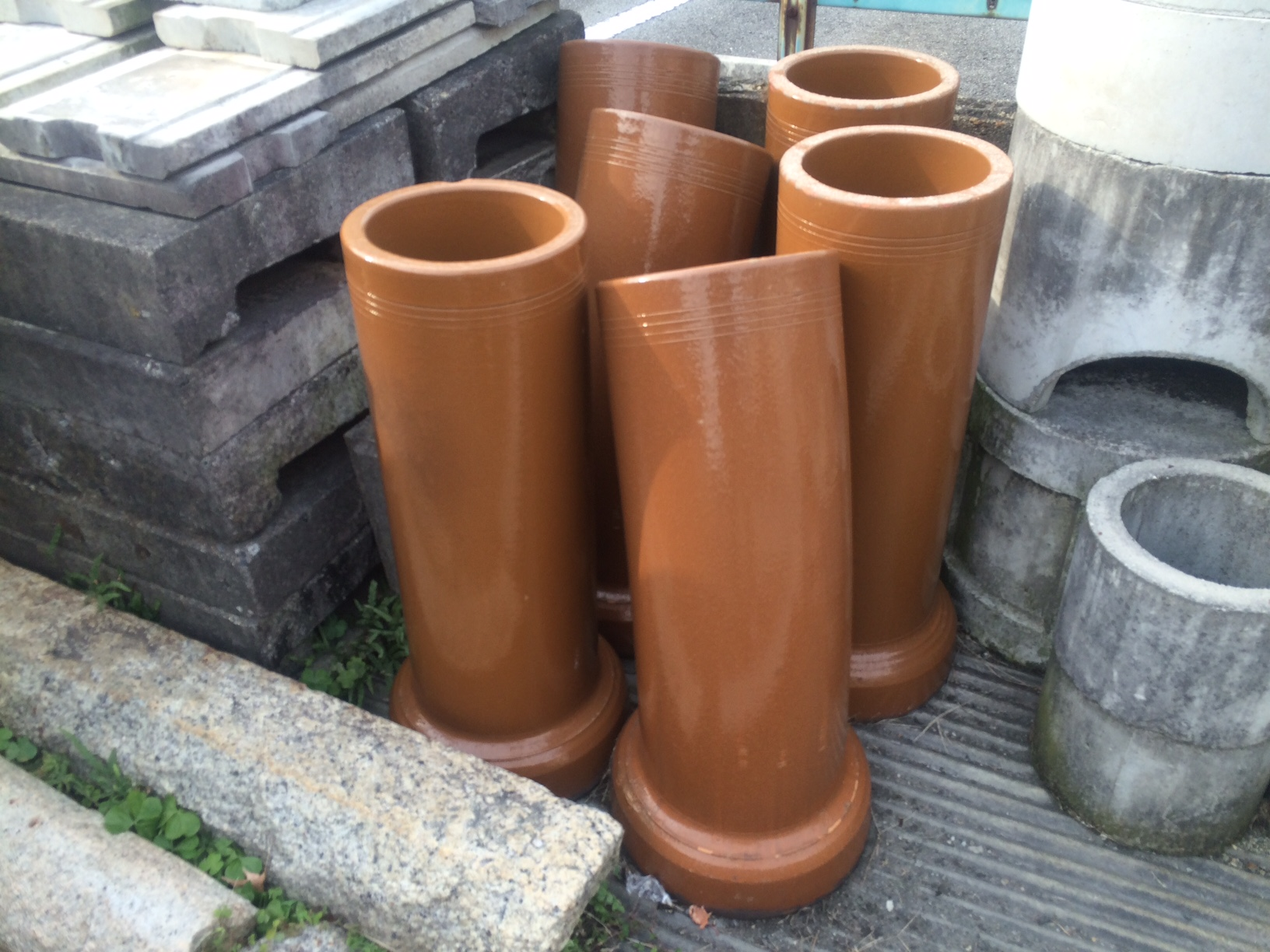
様々な土管の例

管同士を接続するため、ソケット、継手としての役割を持たせるように管の一方が膨らんだ独特の形状をしている。素焼き状のものもある一方で、釉薬で仕上げてあってツヤがあるタイプもある。
粘土を成形し、乾燥後、窯で焼成する。管径は様々で、6 cmほどのものからある。管の色は主に赤茶色（褐色）で黄色味のある物から焦げ茶色の物がある。
古くは日本では明治時代から下水管用として重用され、一部は昭和50年代頃まで中堅規模の雑排水の下水管を中心としてに多く埋設された。
現在では、素焼土管が農地、宅地、運動場などの過剰な地下水を排除するための暗渠排水用の吸水管として利用されている。
陶器の一種であるため、強度、耐食性、耐薬品性に優れ、機能寿命が長い。

## 産地・歴史

### 中国
中国で出土した最古の土管は、紀元前2100年頃のもので、河南省の平糧台古城遺跡 で発見された。城は四方が城壁で囲まれていたので、城内の排水用に城門の下に土管が使用された。長さ30～45センチメートルで、外側には縄文などの文様がついている。秦の始皇帝の時代になると土管と合わせ古代中国では数少ない石管が使用された。漢代(紀元前202年～8年)に煉瓦に分類される塼管が多く使用され、唐代(618年～ 907年)には、建物も塼が広く使用され塼管も同様で他の材質の土管の発見例はとても少ない。

### 日本
- 中国の土管技術が朝鮮半島を経由して、6世紀に日本に渡来した[4]。それら、古代日本の土管には、土器タイプと瓦タイプの2通りの製作技法があり、塼管は塼の建物墓室の使用例はあるが見つからない。土管の、出土例は限られている。その初見は、飛鳥時代の飛鳥寺の塀の西門の外側に、直径は最大で約20センチメートル、長さは最長で56.5センチメートル、最短で46.6センチメートルの瓦製の差し込み式の土管41本が、1996年8月奈良文化財研究所の発掘調査で発見された。南北100メートル以上続く管の一部である。飛鳥寺創建すぐの7世紀初頭の遺溝で、発見時点から2020年代では、日本初の土管である。土管製作は寺院建設の瓦工人に突発的に命じられたものと見受けられ、丸瓦の製作技法を応用して作られている。飛鳥の7世紀のものでは川原寺からも土管が出土している[5]。
- 江戸時代末期に尾張国常滑で連房式登窯が導入され、素焼きや、褐色の自然釉の真焼の土管が製造された[6]。弘化年間に美濃国の江戸藩邸に納品した記録がある[7]。明治時代、愛知県の常滑市で、鯉江方寿が、当時の素焼管より高温で焼き締めて強度があり、水漏れしない真焼土管を、多量製造した。1872年（明治5年）鯉江が木製木型での機械成型によるイギリス式真焼土管の製造法を完成させた。その後、常滑で1901年（明治34年）以降、スクリュー式やピストン式、ロール式の土管製造機が導入された[8]。同地の土管生産量は全国の半数を超え、昭和時代までさかんに製造された。同地では現在も造られている。
- 北海道では江別市が、粘土が豊富で、製造がさかんである。

### ヨーロッパ
地中海東部のクレタ島のクノッソス宮殿から発掘された、約紀元前3,000年と判定された水道管に使用された陶製の土管が、現在までのところ世界最古のものである。長さ76センチメートルで細口側に次の上管の端を支えるやや突き出したつばがついている。その土管の中には胴部に把手がついていて、次の土管と互に連結工事がしやすく工夫されたものもあった。1858年フランスのオットヴァイラーで、ライヒネッカーにより土管の機械成形技術が発明され、すぐに全欧州に普及し、やがて世界に広まっていく。

## コンクリート製とその難点

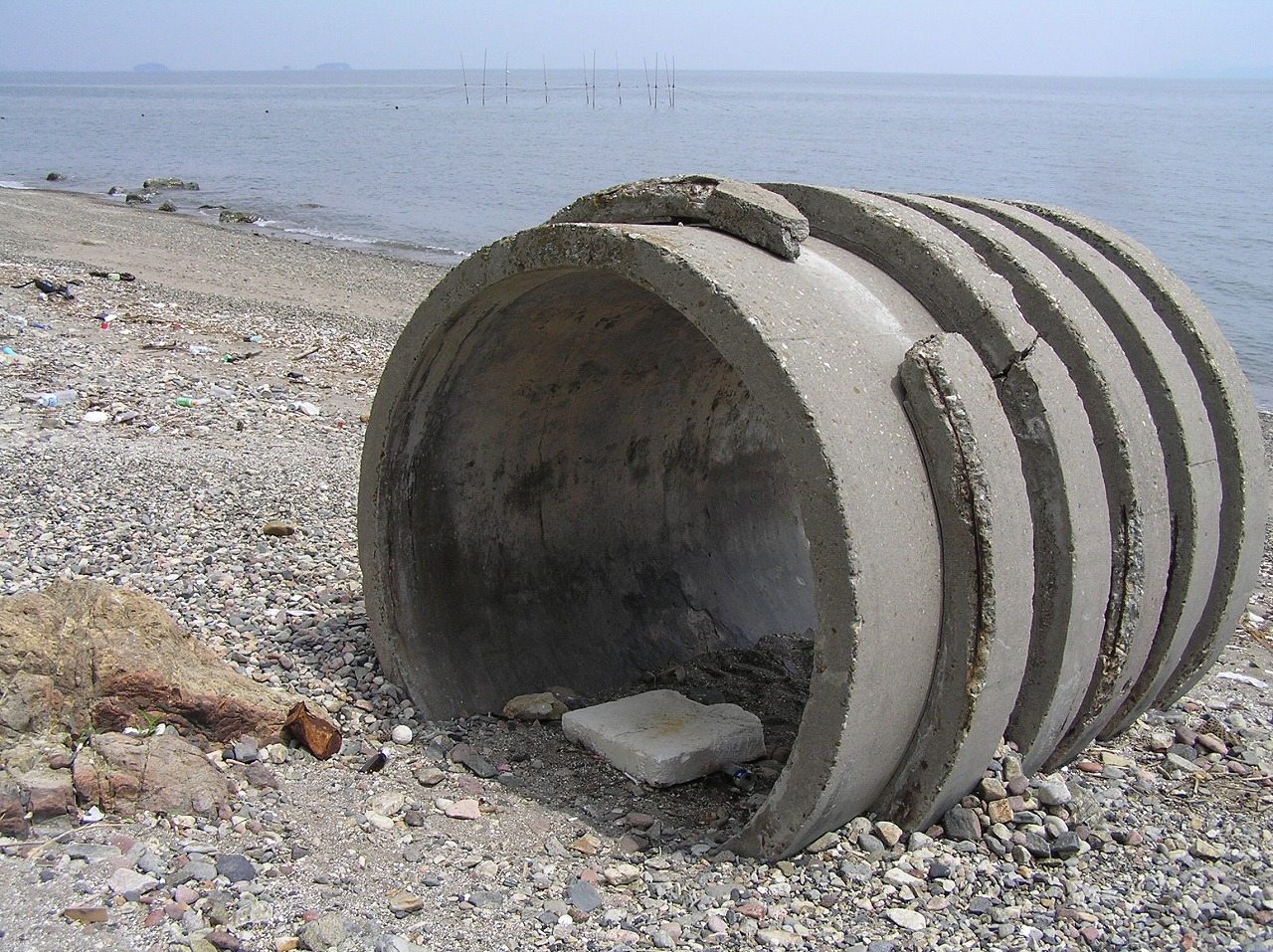
海辺に放置されたコンクリート土管

コンクリート製の土管が作られることが増えていった。コンクリート製は粘土製とは製造方法が異なり、型の中にコンクリートを流し込み、固まるのを待つ。大きさは様々で、大きいものではトラックが通れるほどの大きさのものもある。
主に下水道管など地中埋設用に用いられる。
下水道内には硫黄を含んだ化合物が流れているため、下水中で硫酸塩還元細菌により硫化水素が発生し、さらには水中から硫化水素が出ると、今度は硫黄酸化細菌により硫酸が発生するために、コンクリート製の土管が腐食するという問題も起きている。
また、酸性の廃液が流れてもコンクリート製の土管の腐食は起こる。道路の下に埋設されている下水管が腐食し、崩れて道路が陥没する事故も起こっている。
近年では施工のしやすさを考慮して、小径のものは硬質塩化ビニル管で代用する場合も多く、その場合、敷設後には周囲にコンクリートを流し込んで補強することも多い。

## 時代表象となった空き地の土管

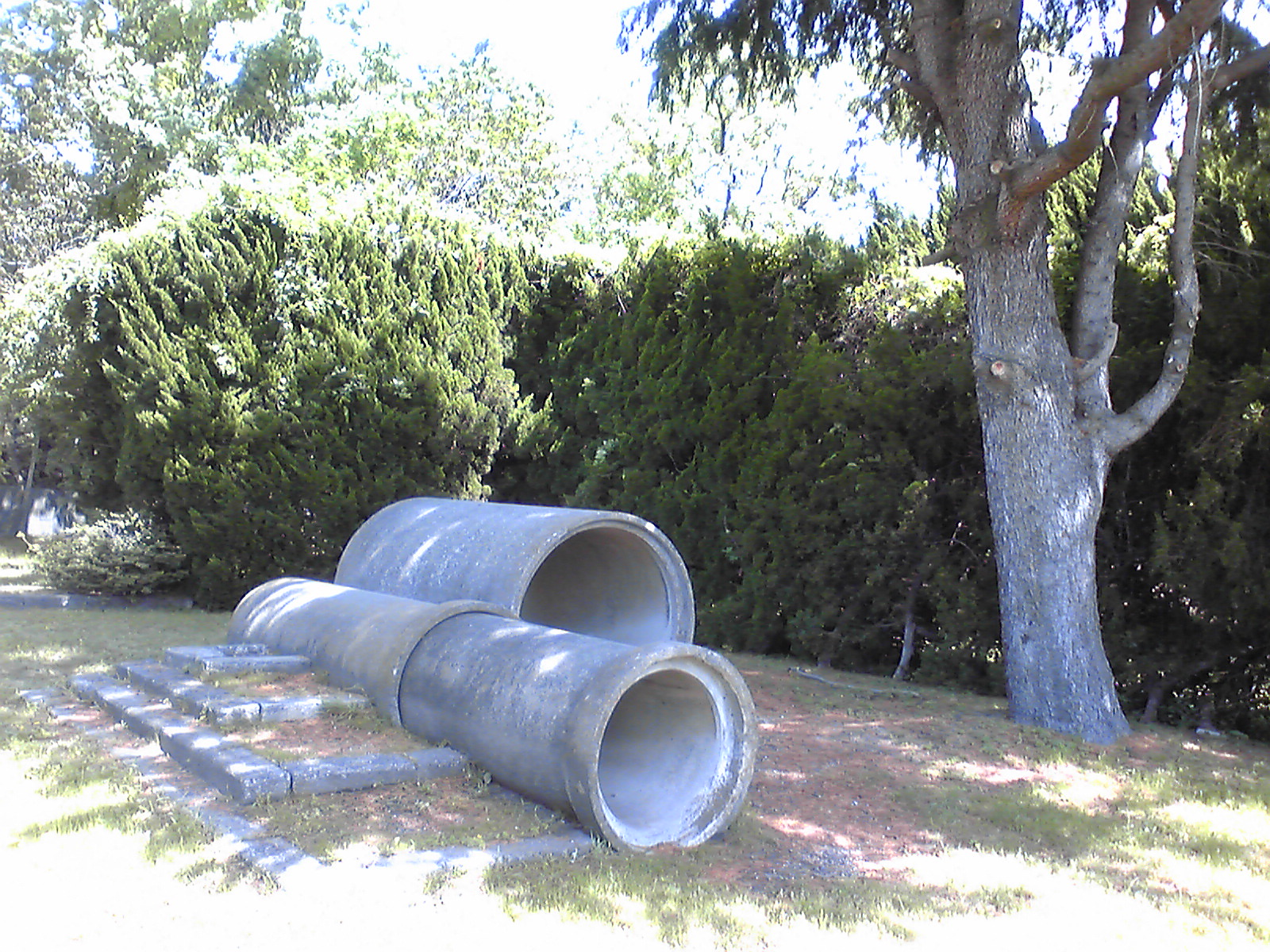
幼稚園中庭に置かれた土管

『ドラえもん』の空き地。中央に土管が置かれている。

藤子不二雄の漫画『ドラえもん』や赤塚不二夫『おそ松くん』などで、市街地に空き地があり土管が置かれている風景が描かれ、子供たちが野球などで、そこで遊ぶ独特の描写が繰り返し描かれている。このシーンは、太平洋戦争が終わり昭和30年代から40年代（1955年 - 1975年）に訪れた平和で牧歌的な希望ある日本の象徴として描かれている。戦争がなくなり、将来に希望があり、日本社会が進む楽園的な象徴として「土管のある空き地」が使用された。子供たちも含めた街のコミュニティが豊かにあり、住民の広場としての空き地があって土管がある。日本がまだ基礎インフラも十分にできておらず下水道工事など土木工事を非常にさかんにしていた時代、空き地が市街地にもよくあり、そうした空き地はしばしば持ち主から借りる形で下水道などの工事用の資材置き場として使われていて、そこには土管も置いてあることが多かった。そうした空き地は、よく子供たちの遊び場になっていて、下校後あるいは休日に子供たちの遊び場となっていた。そうした光景は、東京・小金井市にある江戸東京たてもの園の一角に再現されていて太平洋戦争後の遊びによく使用された竹馬なども用意されている。

## テレビゲーム

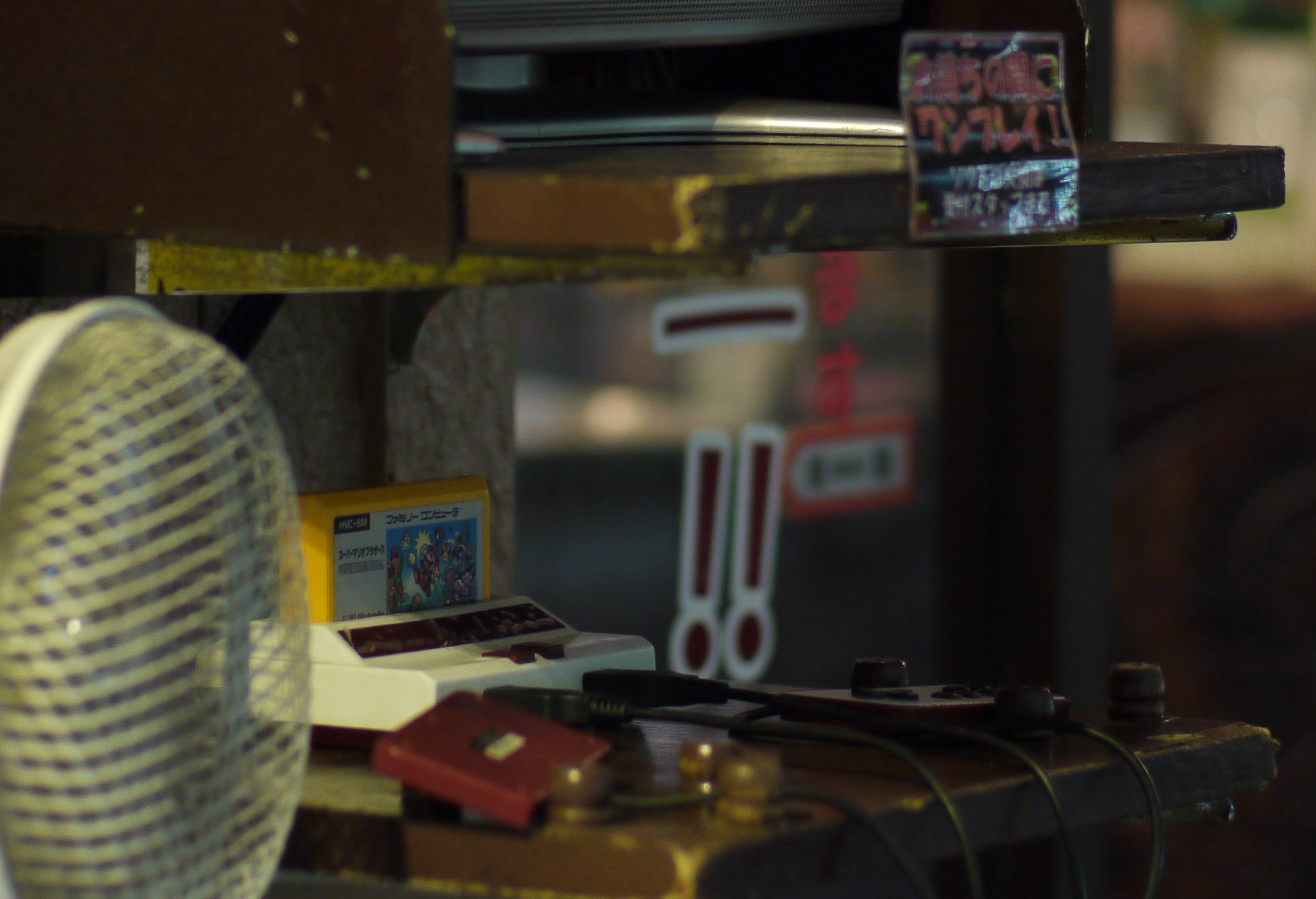
『スーパーマリオブラザーズ』シリーズWorld 1-1の最初のエリア。シリーズ中、土管は緑色などで表現される。

ゲームソフト『スーパーマリオブラザーズ』シリーズにおいては、前作の『マリオブラザーズ』に引き続き、主人公が配管工であるという設定から土管が登場し、地下のダンジョンへの入り口やワープゾーンや敵の出現ポイントなどとして用いられている。『スーパーマリオブラザーズ2』では逆さ土管が登場（入れない）。『スーパーマリオブラザーズ3』では入れるようになり、さらに「土管の国」という土管が非常に多く配置されたステージ群も存在する。

## 土管屋 (俗称)
土管屋は、土管の設置及び管理のみを営む事業者の事を指す。
この意味が、通信事業者や携帯電話キャリアに例えて用いられる事もある。通信事業者における土管屋とは、キャリアが回線のみを提供し、端末やコンテンツは他社が提供するもの。水道の土管のみを整備し、中を流れる水は他社の収益となることになぞらえている。